# Pelatge liart
Els pelatges liarts, tords o pèl d'estornell es tornen blancs amb el temps. Si és liart, un cavall pot néixer amb qualsevol pelatge i, amb les mudes de pèl successives, esdevé canós progressivament.
Aquest fenomen és degut a un patró de despigmentació que actua de forma semblant en tots els casos.

## Procés de despigmentació
Els cavalls liarts acostumen a seguir una canescència progressiva que determina algunes fases fàcils d'identificar.
- Pelatge de naixement.

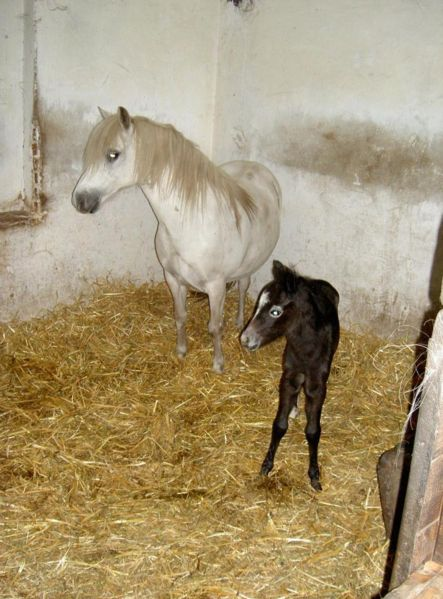
Una egua liarda amb el seu pollí. Els pèls blancs al voltant dels ulls i el musell indiquen que el pollí és liart i es tornarà blanc com la mare. Altres pollins liarts no mostren aquestes característiques tan aviat.

Els pollins liarts neixen amb el pelatge normal de base. (En casos excepcionals poden néixer en una fase canosa avançada o completament blancs). Sovint les pestanyes i el voltant dels ulls indiquen el seu caràcter de liarts presentant pèls blancs en aquestes zones.
- Liarts incipients

En la primera muda de pèl apareixen alguns pèls blancs sobre el cos. Els pèls blancs acostumen a ser més nombrosos al cap. Les crins de la cua i la crinera poden ser més blanques o més fosques que el cos.
- Liarts rodats "foscos"

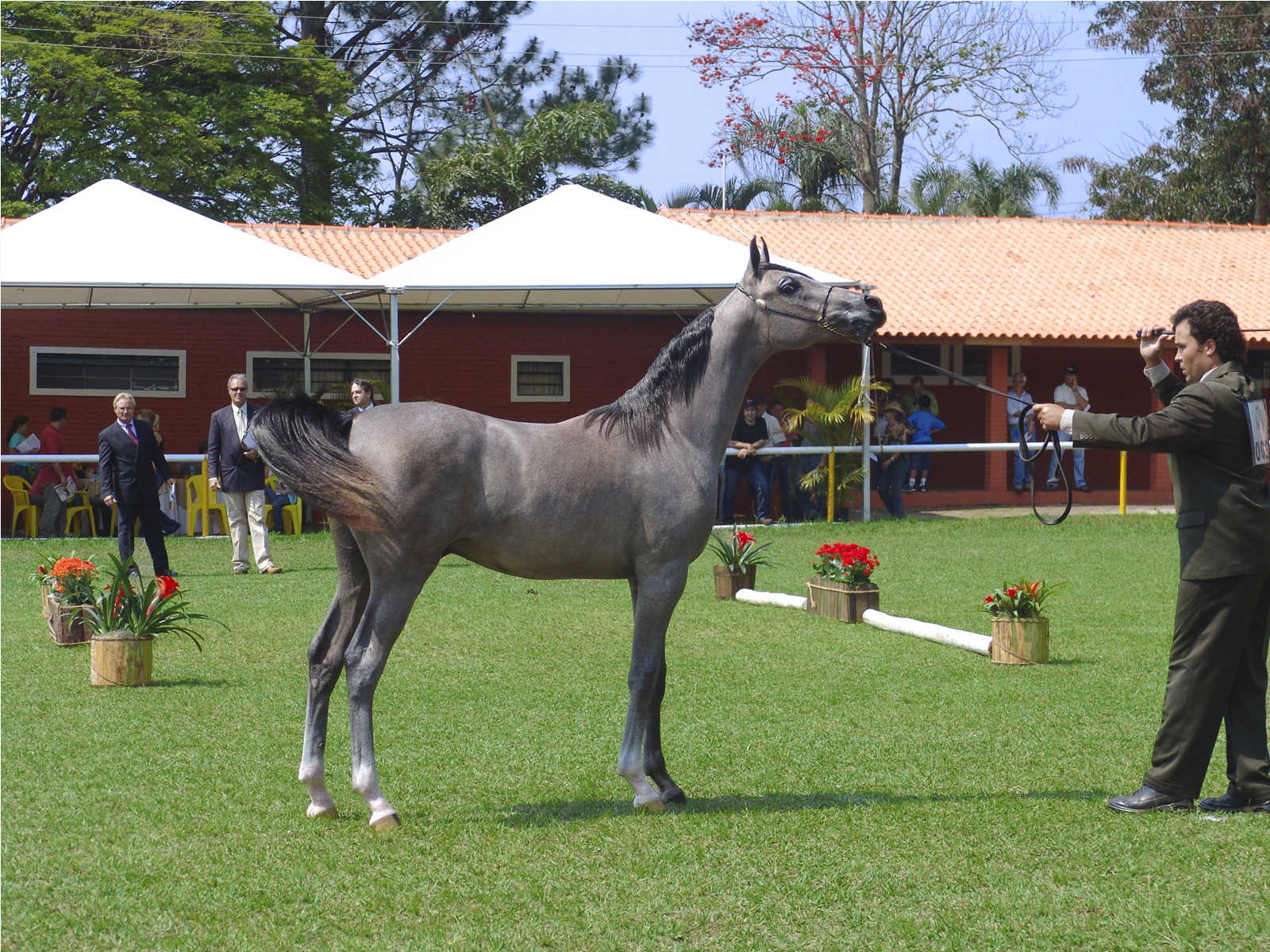
Un poltre àrab de pelatge liart en les primeres fases de canescència. El pelatge s'assemblà al d'un cavall ruà

En mudes successsives els pèls blancs es tornen més nombrosos i semblen agrupar-se formant petites taques blanques sobre el pelatge de fons (generalment més fosc).
En algunes fases les "taques" blanques mostren una mida relativament gran i una forma arrodonida. L'aspecte del pelatge és relativament fosc amb taques arrodonides blanques.
La denominació tradicional és la de "liarts rodats".
Les taques blanques encara no es toquen, separades per pèls foscos.
- Liarts rodats "clars"

L'augment de pèls blancs en el pelatge fa créixer la mida de les taques blanques, que s'arriben a tocar i comencen a fusionar-se. En aquesta fase hi ha predomini de pèls blancs i l'aspecte del cavall és més aviat clar.
Les parts de pèl fosc queden aïllades entre si, a vegades en forma arrodonida (rodadures fosques).
- Liarts moscats i atruitats

Un cop més l'augment de pèls blancs determina la disminució dels pèls foscos fins que només romanen petites taques fosques. És la fase dels liarts moscats (si el pelatge de base és negre o bru) i dels liarts atruitats (si el pelatge de base és castany o alatzà).
- Liarts canosos o blancs

La fase final dels cavalls liarts suposa que tot el pelatge, cua i crinera s'han tornat blanc del tot.
La pell i els ulls dels cavalls liarts no canvien de color ni perden pigment. Fins i tot quan són blancs del tot.
Algunes races de cavalls acostumen a tenir molt marcades les fases en que mostren rodadures. Per exemple els cavalls andalusos i lusitans.
Altres races com l'àrab acostumen a passar directament a la fase moscada o truïtada.
També hi ha casos de regressió. De cavalls canosos que tornen a mostrar zones pigmentades.

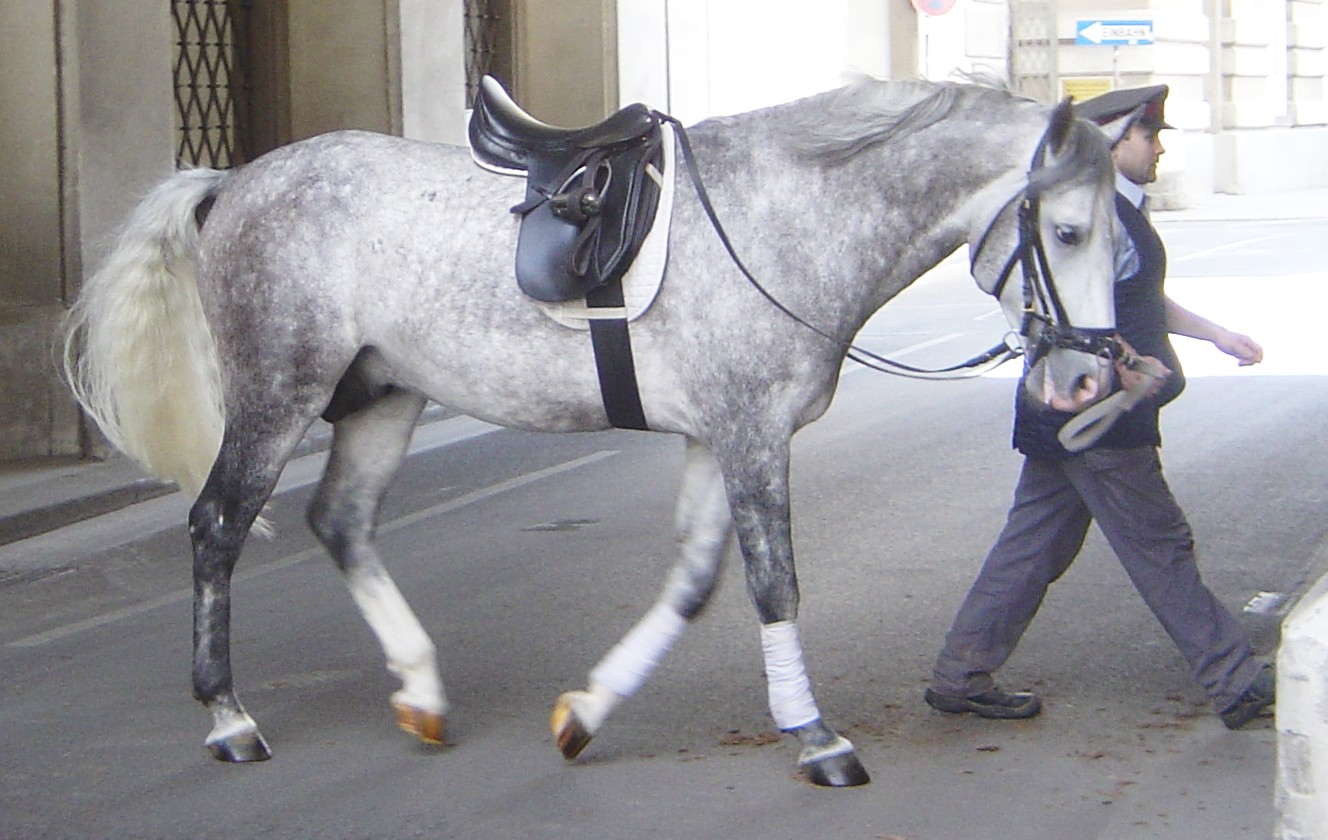
Cavall lippizzà liart clar. Els cavalls lippizzans són negres o castanys amb el gen liart. Abans dels 10 anys es tornen blancs del tot.
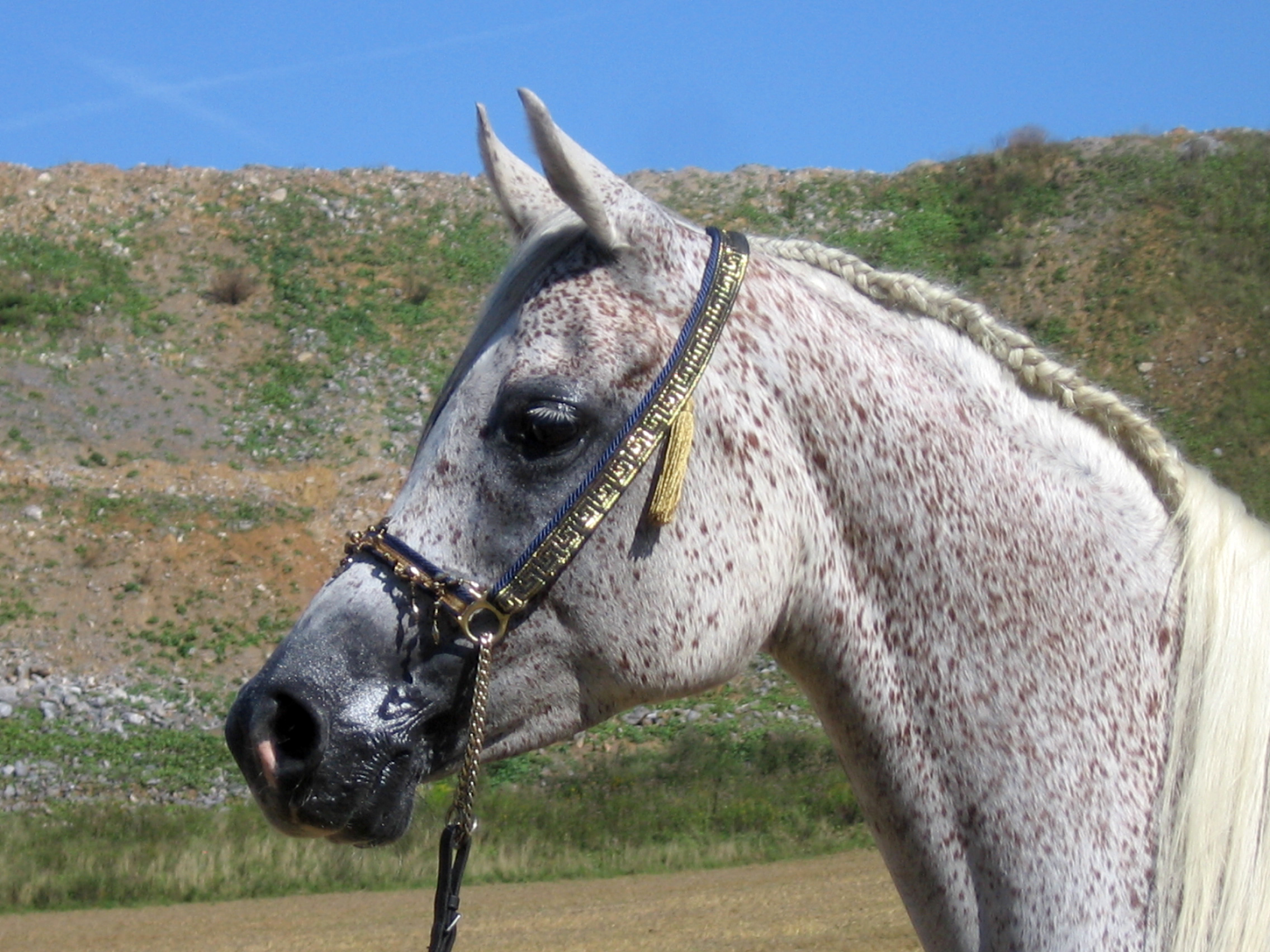
Egua de pura raça àrab amb pelatge liart atruitat.

## Aspectes genètics
El gen liart és un gen autosòmic dominant ubicat al cromosoma 25. S'acostuma a representar amb la lletra G (de l'anglès "grey" o "gray").
Els al·lels són dos : G, g.
Hi ha tres combinacions :
- gg; el cavall no és liart

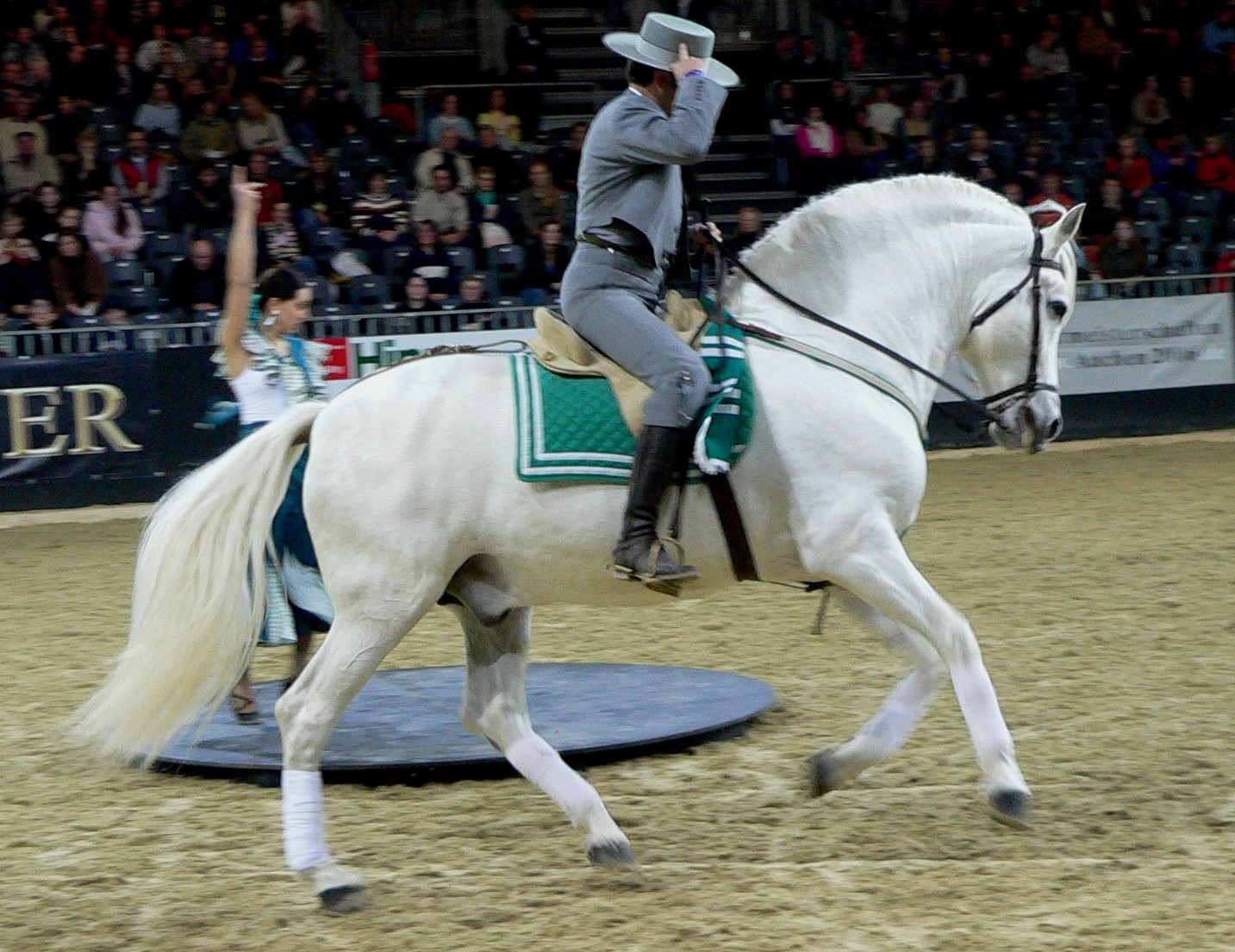
Cavall andalús liart-canós o liart-blanc. La pell no ha canviat de color i es manté negra

- Gg; el cavall és liart heterozigòtic
- GG; el cavall és liart homozigòtic

Actualment hi ha una prova genètica que permet verificar els al·lels liarts de cada cavall.
L'any 2008, un equip d'investigadors de la Universitat d'Uppsala (Suècia) va identificar la mutació responsable de la canescència dels cavalls liarts. L'estudi va revelar que els cavalls liarts procedeixen d'un antecessor comú que visqué fa milers d'anys.

## Melanomes
El 75% dels cavalls liarts amb més de quinze anys desenvolupen melanomes benignes.
En alguns casos els melanomes benignes poden transformar-se en malignes.
Els avenços genètics permetran millorar el coneixement d'aquest problema.

## Documents sobre termes tradicionals de pelatge
- Crònica de Bernat Desclot

Capítol XLIX : 
"E aparech li be que fos hom honrat, que ell vench cavalcant en hun cavall liart molt bell; e la sella e el pitral era obrat ab fulla d'aur, el fre e les regnes de seda ab platons de argent e ab obra entretallada, e pedres e ab perles encastrades".
- "Inventari i testament de Carles de Viana" (cavall liart i altres)
- MARCH, Jacme. Libre de concordances o Diccionari de rims (1371) (cavall sor)
- Terrado, Xavier, Una font per a l'estudi del lèxic medieval: Els llibres de mostres de cavalls; Miscel·lània Antoni M. Margarit
- Manuel Dieç; "Libre de menescalia" (c.1430)
- Traducció catalana del "Libro de fechos de los cavallos"
- Bernat de Cases; "Llibre d'enfrenaments de cavalls de la brida" (1496) Sciència.cat Arxivat 2010-10-17 a Wayback Machine.
- Lo Cavall : tractat de manescalia del segle xv / text, introducció i glossari de Joan Gili. -- Oxford : The Dolphin Book, 1985 Veterinària 9:636.1"12" Cav 1500429840
- Ferrer Saiol; traducció catalana de l'Agricultura de Pal·ladi (1385); http://repositori.uji.es/xmlui/bitstream/handle/10234/11873/30201.pdf?sequence=1 Arxivat 2016-03-03 a Wayback Machine.
- Claudio Corte, "Il cavallarizzo"; Cap. 13. Del pel leardo.http://it.wikisource.org/wiki/Il_cavallarizzo/Libro_1/Capitolo_13 (italià)